# フォードvsフェラーリ
『フォードvsフェラーリ』（原題：Ford v Ferrari、イギリスやイタリアなど多くのヨーロッパ諸国ではLe Mans 66）は、2019年に公開されたアメリカ合衆国のドラマ映画。監督はジェームズ・マンゴールド、主演はマット・デイモンとクリスチャン・ベールが務めた。
1960年代のスポーツカー耐久レースの世界で繰り広げられたフォード対フェラーリの覇権争いの実話を脚色した作品。本作は批評家から高く評価されており、特にベールの演技は称賛を集めている。

## あらすじ
レーシングドライバーのキャロル・シェルビーは、1959年のル・マン24時間レースで優勝する栄光に輝いたが、そこからほどなく心臓病のためにキャリアを終える。引退後は自らの理想のスポーツカーを作るためにシェルビー・アメリカンを設立し、多数のセレブリティを顧客に抱え、経営者兼カーデザイナーとして成功したが、心の中ではレースを渇望していた。イギリス人レーサーのケン・マイルズは、第二次世界大戦の終結後イギリス軍を除隊すると、家族とともにアメリカへ移住し、自動車整備工場を経営しながらレースに参戦していた。レーサーのマイルズが整備する車は一般人には扱いにくい品質になり、マイルズ自身の偏屈な性格もあいまって経営はラクではなかったが、純粋に車を愛するマイルズは妻のモリーと息子のピーターから敬愛され睦まじい家庭を築いていた。
あるレースの現場でマイルズと出会ったシェルビーは、会話の流れからマイルズを挑発してしまい、怒ったマイルズからスパナを投げつけられる。しかしレースでは、マイルズは巧みなレース運びを見せ、そして冷静な判断と果敢な追い抜きで最終周回にトップを奪い優勝。シェルビーは、観戦している自分と同じタイミングで同じ判断をしたマイルズの優秀さを認め、投げつけられたスパナを持ち帰ると、オフィスにそれを飾った。一方、レースには優勝したマイルズだが、税金の滞納から整備工場を差し押さえられてしまう。レーサーとしてももう若くない40代半ばの年齢もあり、家の差し押さえまでは避けるために、レースをやめて地道に働くとモリーに告げる。
1963年、アメリカの巨大自動車メーカーであるフォード・モーターを率いるヘンリー・フォード2世会長は、会社の現状に飽き足らずさらなる成長のアイディアを募る。30代にして早くもフォードの副社長兼総支配人にまで昇ったリー・アイアコッカは、これから自動車を新たに買い始めることになるベビーブーマー層に訴求するため、従来のフォードのブランドイメージを一新することを考える。そして導いた策は、ル・マン24時間レースを4連覇し全世界的なあこがれのブランドとなっているにもかかわらず、経営危機に陥っていたイタリアの自動車メーカー、フェラーリの買収であった。意気揚々とマラネッロのフェラーリ本社を訪れたアイアコッカを出迎えた創業者のエンツォ・フェラーリは、「市販車部門はフォードが株の過半数を持つが、レース部門のスクーデリア・フェラーリはフェラーリが支配する」という条件を吟味し検討する。しかし、「仮にフォードがレース参戦に反対の立場となった場合はレースから撤退する」という内容は、スポーツカー生産よりもレースへの参加に至上の価値を置くエンツォにとって論外であり、土壇場でフォードの提案を破談にしたばかりか、その裏では同時にフィアットのジャンニ・アニェッリに対してフォードをダシに使った売却話を進めていたのだった。エンツォはアイアコッカに対し、「醜い車を量産してろ！重役たちは間抜け！ヘンリー二世は所詮二世。偉大な祖父には遠く及ばない」と言い放つ。
フェラーリの買収には失敗したアイアコッカだが、ヘンリー二世への報告では悪びれずにエンツォの言葉をそのまま伝え、激怒したヘンリー二世は「フォードの優秀なエンジニアを結集し、社の総力をあげて1964年のル・マンでフェラーリを打ち負かしてやる」と決意する。ヨーロッパのレースをブランドイメージ向上に利用することに必ずしも乗り気でなかったヘンリー二世を心変わりさせたのはアイアコッカにとって目論見通りであった。レースに勝つためには経験豊かな監督とドライバーが必要になると心得ているアイアコッカは、ビジネスを通して関係の深いシェルビーに、レースに参戦するためのマシン開発を依頼し、レースへの情熱の冷めないシェルビーはこれを快諾。シェルビーは開発を担当するテストドライバーとして迷わずマイルズに誘いの声をかける。すでにレースから身を引くことを決めていたマイルズは、「わずか90日で王者フェラーリを負かすマシンを作る」という野心的プロジェクトには大いに気を惹かれるが、フォードのような巨大組織が自らレースに参加すれば、会社のあちこちから要らぬ横槍が入ってうまくいかないだろうと懐疑を抱く。
シェルビーはル・マン参戦の発表会にマイルズを招待しそこで参加するかどうか決めてくれと言うが、そこは着飾ったフォードの重役が居並び、ル・マン参戦と並ぶフォードの新機軸の目玉であるフォード・マスタングの発表会を兼ねる、マイルズにとっては居心地の悪い場所だった。展示されている自動車に興味津々で乗り込もうとしたピーターに「手を触れないように」と注意した上級副社長のレオ・ビーブに対し、マイルズはフォード車に対するありったけの悪罵を浴びせると、シェルビーのスピーチの途中で帰宅してしまう。それでもマイルズを諦められないシェルビーは、イギリスから空輸されてきたばかりのフォード・GT40の試乗にマイルズを誘い出す。ハンドルを握ったマイルズは、解決すべき問題を山のように抱えているが速さは間違いないマシンの素質に心を動かされる。フォードから提案された報酬の額も経済的に苦しいマイルズには魅力的であった。そして、レーサーとしての自分を何より愛している妻と息子の存在が後押しとなり、マイルズはシェルビーと手を組みレースの世界に戻ることを決めた。
2人を中心としてGT40の開発は進むが、24時間壊れずに走り切るレースカーを準備するにはあまりに時間が足りなかった。そのような状況であればこそ、マシンのことを最も良く知るマイルズをレース本番で走らせるのは当然とシェルビーは考えていたが、フォードは「ル・マンではマイルズを走らせない」と決定する。若年層に清新な格好良さをアピールしたいフォードにとって、レースの花形であるドライバーが粗野な40代のマイルズというのは全くそのイメージに合致しないものであった。純粋にレースに優勝するためには無用の判断が降りてくるというマイルズの心配が最悪のかたちで的中してしまったが、自らの無力を詫びるシェルビーにマイルズは「最大の不安要素であるギアボックスに十分注意しろ」と告げ、アメリカの工場でモリーとともにラジオでレースの様子を聞く。果たしてレースでは、コースレコードをたびたび更新するなどGT40の速さが明らかになる一方で、マイルズの予想通りギアボックスが壊れ、5連覇を達成したフェラーリに対し、フォードは全車リタイアという惨敗を喫してしまう。
ヘンリー二世に対し敗戦の報告を行うためにフォード本社を訪れたシェルビーは、敗因を率直に、会長と現場の間に何十人もの人間が入り込んで情報伝達を阻害し様々な部署から横槍が入るフォードの体制だと直言し、会長は本気でル・マンに勝つ気があるのかと迫った。ヘンリー二世はそれに応え、プロジェクトを自らの直轄として指揮系統をシンプルかつ明確にし、再度シェルビーに仕事を任せる。ル・マンへの再挑戦のためにマイルズの家を訪問するシェルビーだが、その都合の良い態度に怒るマイルズとの間で喧嘩が始まる。だが、2人の本音はやはり共闘にあることを、喧嘩を見守るモリーは理解していた。

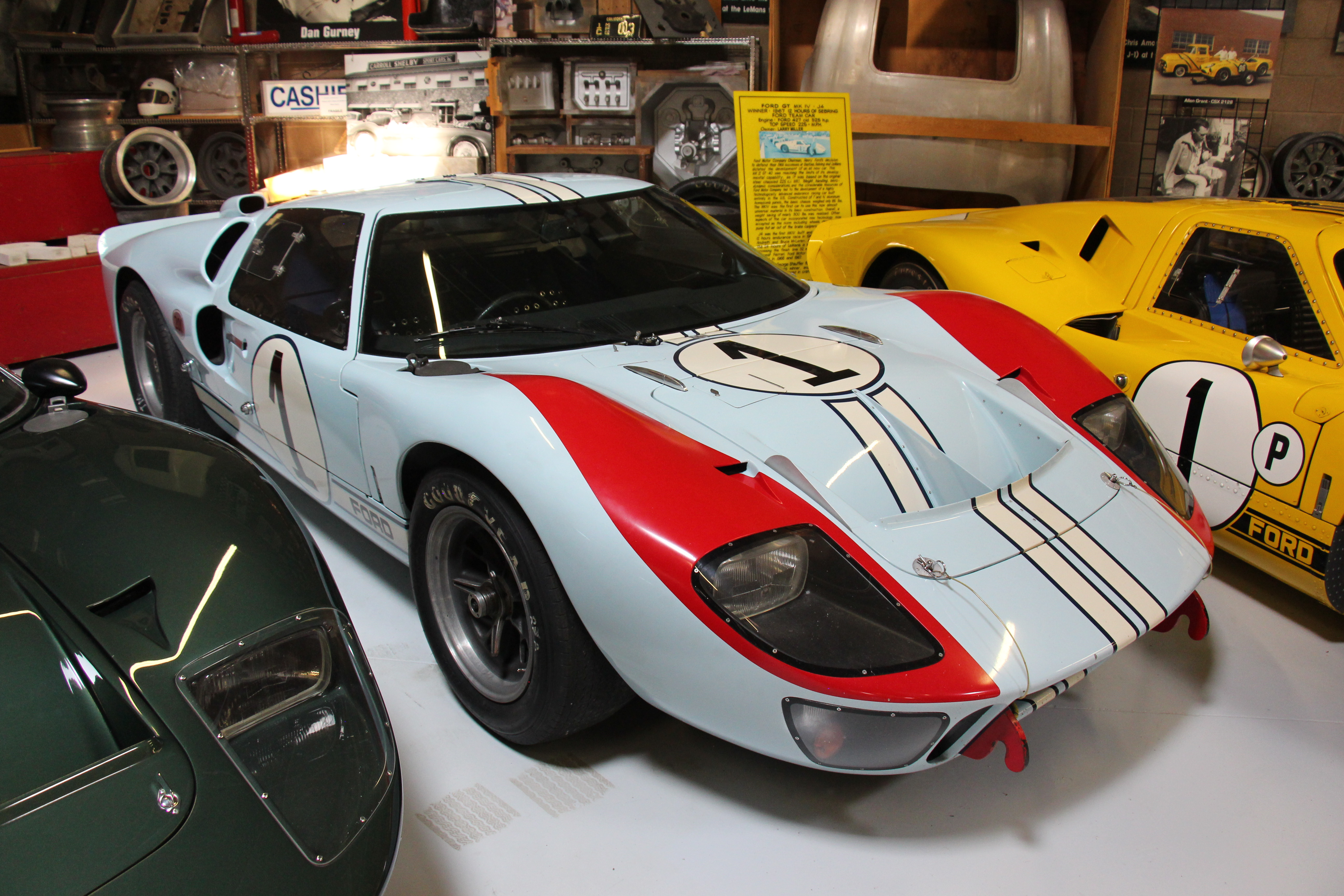
フォード・GT40 Mark II

再起した2人の力でGT40の開発は加速し、ブレーキには大きな不安を抱えるもののその他は順調に進化していく。一方で、現場には最高責任者として、2人とはなにかと折り合いの悪いビーブが送り込まれてきた。「レース中のエンジンの回転数に至るまで全部自分が決める」というビーブの指揮のもとで思うようなレース運びを妨げられる2人だが、時にビーブを無視してエンジンを全開にし、1966年にはデイトナ24時間レース、セブリング12時間レースという大レースを立て続けに勝ち、ついにマイルズを擁して1966年のル・マンに臨む。ヘンリー二世とエンツォも見守る中、王者フェラーリと挑戦者フォードの、24時間の長く過酷な戦いの火蓋が切られた。

## キャスト
キャロル・シェルビー
演 - マット・デイモン、日本語吹替 - 平田広明
1950年代後半に活躍したアメリカ人レーサー。心臓病で引退後、カーデザイナーとなり、シェルビー・アメリカンを設立する。
ケン・マイルズ
演 - クリスチャン・ベール、日本語吹替 - 宮内敦士
破天荒なイギリス人レーサー。1966年のル・マンでフォード・GT Mk IIをドライブし2位。
リー・アイアコッカ
演 - ジョン・バーンサル、日本語吹替 - 坂詰貴之
フォード・モーターの副社長（フォード部門の総支配人）。
モリー・マイルズ
演 - カトリーナ・バルフ、日本語吹替 - 恒松あゆみ
マイルズの妻。
ヘンリー・フォード2世
演 - トレイシー・レッツ、日本語吹替 - 廣田行生
フォード・モーターのCEO。自動車産業のパイオニアでフォード・モーター創設者のヘンリー・フォードの孫。
レオ・ビーブ
演 - ジョシュ・ルーカス、日本語吹替 - 木下浩之
フォード・モーターの上級副社長。
ピーター・マイルズ
演 - ノア・ジュープ、日本語吹替 - 高橋玲生
マイルズの息子。
エンツォ・フェラーリ
演 - レモ・ジローネ、日本語吹替 - 木村雅史
フェラーリの創設者。
フィル・レミントン
演 - レイ・マッキノン、日本語吹替 - 紺野相龍

ロイ・ラン
演 - JJ・フィールド
フォード・モーターのチーフエンジニア。
チャーリー・アガピオウ
演 - ジャック・マクマレン

ジャンニ・アニェッリ
演 - ジャン・フランコ・トルディ
イタリア最大の自動車メーカーフィアットの会長。フェラーリを傘下に収める。
ブルース・マクラーレン
演 - ベンジャミン・リグビー
フォードのワークスドライバー。1966年のル・マン優勝者。マクラーレンの創設者。
デニス・ハルム
演 - ベン・コリンズ
フォードのワークスドライバー。1966年のル・マンでマイルズとコンビを組み2位。
ロレンツォ・バンディーニ
演 - フランチェスコ・バウコ
フェラーリのワークスドライバー。1967年モナコGPで事故死。
ドン・フレイ
演 - ジョー・ウィリアムソン
フォード・モーターのエンジニア。
ダン・ガーニー
演 - アレックス・ガーニー
フォードのワークスドライバー。1967年のル・マン優勝者。オール・アメリカン・レーサーズ（イーグル）の創設者。
演じているアレックス・ガーニーは彼の実の息子で二世レーサー。
フランコ・ゴッツィ
演 - コッラード・インヴェルニッツィ、日本語吹替 - 高宮俊介
フェラーリ社の役員で、エンツォの片腕的存在。
グレンジャー医師
演 - ウォレス・ランガム
シェルビーを診断した医師。

## 史実との相違
- フォードがGT40を擁して初参戦した1964年のル・マン24時間レースでは、シェルビーはフォードワークスチームとしては参加せず、自社制作のシェルビー・デイトナでエントリーし総合4位入賞（GTクラス優勝）している（マイルズは不参加）。映画では描かれていない翌1965年のル・マン24時間レースで、前年の惨敗からの立て直しをフォードから依頼されたシェルビーはフォードワークスチームとして参戦し、このレースでドライバーにマイルズを起用している。結果はシェルビー・アメリカンの2台を含め、参戦したGT40勢は6台すべてがリタイアと2年連続の惨敗となった。
- 映画内では悪役として描かれたレオ・ビーブだが、シェルビーとの折り合いが悪かったのは事実であるが、複数の人間が「映画の描写とは異なり、人格的に優れ尊敬できるビジネスマンであった」と証言している[9]。
- 映画内ではエンツォ・フェラーリが1966年のル・マンを現地で観戦しているが実際には現地に行っていない。このレースに限らずそもそもエンツォは「サーキットに足を運んでレースを見ることはめったにない」人物として知られていた[10]。

## 製作
2011年5月27日、マイケル・マン監督がル・マン耐久レースにおけるフェラーリとフォードの競争を題材にした映画の製作に着手したと報じられた。2013年10月、降板したマン監督の代わりにジョセフ・コシンスキーが監督を務めることになり、トム・クルーズがキャロル・シェルビー役に起用された。その際、『Go Like Hell』という仮タイトルが発表された。12月18日、ブラッド・ピットがケン・マイルズ役に起用されたとの報道があった。
2018年2月、本作の企画が再始動することになり、ジェームズ・マンゴールドが監督に起用された。5月23日、マット・デイモン、クリスチャン・ベール、ノア・ジュープ、カトリーナ・バルフの出演が決まったと報じられた。6月12日、ジョン・バーンサルが本作に出演するとの報道があった。7月、ジャック・マクマレン、ジョー・ウィリアムソン、トレイシー・レッツが起用された。同月30日、本作の主要撮影が始まった。8月、JJ・フィールドがキャスト入りした。
2019年1月11日、マルコ・ベルトラミが本作で使用される楽曲を手掛けることになったと報じられた。

## 公開・マーケティング
2019年6月2日、本作のオフィシャル・トレイラーが公開された。8月30日、本作はテルライド映画祭でプレミア上映された。9月9日、第44回トロント国際映画祭で本作の上映が行われた。
当初、本作は2019年6月28日に全米公開される予定だったが、後に公開日は同年11月15日に延期された。

## 興行収入
本作は『グッドライアー 偽りのゲーム』及び『チャーリーズ・エンジェル』と同じ週に封切られ、公開初週末に2200万ドル前後を稼ぎ出すと予想されていたが、実際の数字はそれを大きく上回るものとなった。2019年11月15日、本作は全米3528館で公開され、公開初週末に3147万ドルを稼ぎ出し、週末興行収入ランキング初登場1位となった。

## 評価
本作は批評家から絶賛されている。映画批評集積サイトのRotten Tomatoesには287件のレビューがあり、批評家支持率は91%、平均点は10点満点で7.71点となっている。サイト側によるアメリカの批評家の見解の要約は「『フォードvsフェラーリ』は目の肥えたレース映画ファンが期待しているであろう全ての要素を盛り込んでいる。それでいながら、同作は観客の心を掴む人間ドラマを十分に展開しているため、カーレースにそれほど興奮しないものでも満足できる作品になっている。」となっている。また、Metacriticには46件のレビューがあり、加重平均値は81/100となっている。なお、本作のCinemaScoreは最高値であるA+となっている。

## 受賞
第92回アカデミー賞では4部門（作品、音響編集、録音、編集）にノミネートされ、その内、アカデミー音響編集賞とアカデミー編集賞を受賞した。本作までモータースポーツを取り扱った作品が作品賞にノミネートしたことはなく、本作が初のノミネートになる。
第44回日本アカデミー賞では優秀外国作品賞を受賞した。

## ソフト販売
本作のブルーレイ+DVDセットとUHD+ブルーレイセットが2020年5月2日に発売された。今作から20世紀スタジオ作品の発売元が20世紀フォックス ホーム エンターテイメント ジャパンからウォルト・ディズニー・ジャパンに変更された。